# Wheatstone-Gletscher
Der Wheatstone-Gletscher ist ein Gletscher an der Danco-Küste im Westen des Grahamlands auf der Antarktischen Halbinsel. Er fließt auf der Arctowski-Halbinsel in westlicher Richtung zum Errera-Kanal.
Teilnehmer der Belgica-Expedition (1897–1899) unter der Leitung des belgischen Polarforschers Adrien de Gerlache de Gomery nahmen eine erste Kartierung vor. Das UK Antarctic Place-Names Committee benannte ihn 1960 nach dem britischen Physiker Charles Wheatstone (1802–1875), der 1833 das erste Spiegelstereoskop erfand.